# Горбачова Наталія Миколаївна
Наталія Миколаївна Горбачова (нар. 3 липня 1959, Херсон, Українська РСР, СРСР — пом. 9 листопада 2014, Калінінград, Російська Федерація) — російська письменниця, поетеса і журналістка українського походження.

## Біографія
Наталія Горбачова народилася 1959 року в Херсоні. Жила і навчалася в Калінінграді, закінчила середню школу № 21. Потім вступила до Казанського державного інституту культури, де отримала спеціальність бібліотекар-бібліограф.
Перший чоловік Наталії Миколаївни загинув у жовтні 1981 року. Вдруге вона вийшла заміж у 1983 році.
З 1981 по 1984 року разом з батьками і дочкою жила в Заполяр'ї, потім знову повернулася до Калінінграда.
Займалася в Калінінградському літературному об'єднанні «Джерело» під керівництвом Сема Симкіна.
У 1989 році на міському поетичному турнірі була обрана Королевою поезії".
Дебютна книга «Місце зустрічей» вийшла в 1990 році в серії «Поетичний дебют». Незабаром після цього Наталія Горбачова була прийнята до Спілки російських письменників. За цю книгу в 1999 році одержала літературну премію «Натхнення».
У 1999 році нагороджена почесною грамотою «Людина. Подія. Місто.» в номінації «Преса», в 2001 році — лауреат премії видавничого дому «Провінція».
Травень 2015 року презентація книги віршів «Навколишній четвер».
Публікувалася в газеті «Калінінградська правда».
Померла Наталія Горбачова 9 листопада 2014 року.